# Satin rouge
Pour plus de détails, voir Fiche technique et Distribution.
Satin rouge est un film franco-tunisien réalisé en 2002 par Raja Amari.
Son scénario a été, avant réalisation du film, lauréat du Prix Junior du meilleur scénario en 1999. En 2001, le scénario est primé dans le cadre de l'Aide à la création de la Fondation Gan pour le cinéma.

## Synopsis
Lilia est pour tous une « femme rangée » et une mère ordinaire. Elle vit à Tunis avec sa fille Salma, une adolescente qu'elle élève seule depuis la mort de son mari. Un soir, elle se hasarde dans un cabaret et y prend goût.

## Distribution
- Hiam Abbass : Lilia
- Hend El Fahem : Salma
- Maher Kamoun : Chokri
- Monia Hichri : Folla
- Faouzia Badr : voisine de Lilia
- Nedra Lamloum	: Hela
- Abou Moez El Fazaa : propriétaire du cabaret
- Salah Miled : oncle Béchir